# Egidio Montefrío
Egidio Montefrío, nacido como Gilíes Froidmont (Lieja, Principado de Lieja, 13 de agosto de 1597?/1607-Puebla, Virreinato de Nueva España, 29 de junio de 1671),fue un sacerdote jesuita y misionero del Principado de Lieja (actual Bélgica).
Ejerció su labor misional en las misiones jesuíticas de Sonora (México), donde misionó en diversas comunidades de Sonora por 26 años (1644-70) y trabajó en adoctrinar en la cristiandad a los habitantes de las diversas localidades que tuvo a su cargo. Para facilitarle las cosas a los hispano hablantes, se cambió el nombre a Egidio Montefrío. Fundó las poblaciones de Cumpas y Nacozari en Sonora.

## Primeros años
Sus padres fueron unos nobles, católicos, de ánimo generoso del Principado de Lieja, bajo control del emperador Carlos V. Estudió sus estudios básicos y a los 20 años en 1617 ingresó en la orden religiosa de la Compañía de Jesús donde fortaleció sus virtudes. En 1628 hizo sus votos del bienio y se ocupó en enseñar letras humanas y latinidad, en que era su eminencia y facilidad. En 1633 inició los estudios de filosofía y en 1636 los de teología para terminar en 1640, cuando fue ordenado sacerdote. A fines de 1642 fue enviado a la Nueva España, a las misiones de la provincia de Sonora donde el 14 de febrero de 1643 escribe una carta desde la Ciudad de México, sobre su viaje.

## Nueva España y Sonora
En 1644 el padre visitador de las misiones de Sonora, Pedro Pantoja envió a Montefrío a Cumpas, mismo año que el gobernador Pedro Perea, llevó a Banámichi, a cuatro o cinco religiosos franciscanos, que él quiso instalar en Cumpas, quitando de allí al padre Montefrío, y olvidándose que él mismo, diez años antes, había dado posesión de aquel pueblo al padre Tomás Basilio, de la Compañía de Jesús. En 1645 el padre Pantoja lo asignó en 1645 al valle de Cumpas, junto con él, al padre Marcos del Río, quienes atendían unas 40 rancherías en los alrededores de Cumpas, Nacoberi y Oposura (Moctezuma).
A finales de 1645 viajó al norte hasta llegar al Valle de Turicachi (hoy Fronteras Sonora) , acompañado de también jesuita belga Marcos del Río, donde Egidio fue comisionado a la zona central del valle de Turicachi a la misión de Turicachi primeramente y, en ese mismo año edificaron la misión de Corodéhuachi, con el propósito de evangelizar a los ópatas que habitaban ese lugar en los tiempos anteriores y durante la conquista.
En marzo de 1646 fueron destinados para la conquista de los Huásabas los padres Marcos del Río y Egidio de Montefrío, a quienes los habitantes de Cumpas no pudieron ver salir, ni despedirse, para luego lamentar su partida. A fines de 1646 volvió a atender a la población junto con el padre Juan de Mendoza, a la misión de nuestra Señora de la Asunción, de Cumpas, con Oposura como pueblo de visita principal y 7 rancherías. En 1647 se hizo un nuevo rectorado, que abarcaba los cinco ríos de la zona noreste: Río San Miguel, Río Sonora, Río Bavispe, Río Moctezuma y Río Mátape. Se asignaron las zonas al padre Francisco París encomendó los pueblos de Ures y Nacameri. El partido de Huépac con los pueblos de Banámichi, Sinoquipe, Arizpe y Teuricatzi al padre Gerónimo Canal. El de Cumpas al padre Egidio Montefrío: el de Batuco al padre Juan de Mendoza: el de Huásabas con Oposura y Nacoberi al padre Marcos del Río: el de Mátape al padre Pedro Bueno, y el de Baviácora, la administraba el mismo padre visitador.
En 1647 del Río fue enviado a Cucurpe y Egidio seguía atendiendo Oposura y Cumpas, aunque ya había ido a la villa de Nacozari y a un villorrio identificado como Iscotzatzi, junto con el padre Mendoza. El padre Pantoja visitador de las misiones de Sonora, señaló que había prometido al capitán Perea, que fundaría otra nueva rectoría. Así se separaron la rectoría de Santos Mártires de Japón con abarcando las poblaciones del Río Bavispe siendo: Huásabas, Bacadéhuachi, Batuco, Oposura, Bavispe y Bacerac, mientras el rectorado de San Francisco Javier en el Río Sonora con las poblaciones de: Arizpe, Aconchi, Banámichi, Opodepe, Ures y Cuquiárachi. En esos años estaba muy poblado de naturales con muchos pueblos y rancherías, éstos valles, y muy cercanos a las nuevas minas que después se han descubierto. Luego que supo que el Capitán Perea había bajado al valle de Huásabas, estuvo con Pedro Pantoja, y con otros dos padres que fueron el Francisco París y Egidio de Montefrío.
En 1649 Egidio acompañó al alcalde mayor de Sonora, Simón Lazo de la Vega, en la expedición contra los pimas altos, y a la conclusión de la campaña, en que el cabecilla Ecorora recibió el castigo de la horca, y Gilíes le dio los últimos óleos; se le encomendó la evangelización de la región desde Banámichi hasta Turicachi al padre Montefrío, asignando a Bacoachi al padre Uter, misionero en Oposura. Durante el año de 1649 se descubrieron las ricas minas de Nacatobori, al sureste de Tapachi. Así continuó en el rectorado de San Francisco Xavier, de Sonora, hasta 1657. En 1658 las misiones de Cumpas, Oposura y Tapachi estuvieron administradas por el padre Francisco Medrano. 

## Últimos años
En 1659 el padre Martín Suárez, visitador de las misiones, informó de ciertos escándalos de cuatro sacerdotes para lo cual Egidio se le obligó con precepto a que testificase con juramento, delante de cuatro padres. Por ello Egidio fue enviado a Puebla donde trabajó en la casa profesa, y el colegio del Espíritu Santo, donde hizo oficio de operario fervoroso y asistente a los ministerios, con logro y aprovechamiento de muchos que le llamaban y seguían, movidos de su religiosa apacibilidad y fervoroso celo.
En este tiempo, corrió la voz del nuevo descubrimiento de las Californias, y luego que el padre lo entendió, salió a ofrecerse para tan gloriosa empresa, con tal fervor que parecía otro hombre de menos edad, y menos trabajado antecedentemente en otras ocupaciones.
Ya tenía la licencia de los superiores, y mientras llegaba el tiempo, vivía en este colegio de México, con singular ejemplo. Todas las noches tomaba por espacio de media hora, una recia disciplina que se oía, que no perdonaba este rigor, aun estando actualmente enfermo. Con estas prevenciones, muchas oraciones y ayunos, esperaba el padre el tiempo de ir a su conquista espiritual, y a ganar para Dios, aquellas almas. Pero su Majestad le negó la ejecución de su deseo, recibiendo así su voluntad, que la salud desde entonces, estuvo con más penalidades y achaques, hasta que postrado y con una flaqueza grande, una disentería que le vino a consumir. Según lo acostumbra la caridad religiosa, y habiendo recibido los sacramentos, falleció entre las 8 y 9 de la mañana del 29 de junio de 1671, alrededor de los 74 años y con 47 en la Compañía.